# Om kvinnans frigörelse
Om kvinnans frigörelse är en samling från 1933 av Lenins texter, tal och artiklar om kvinnan. I boken ingår också en text av Clara Zetkin och ett förord av Lenins hustru, Nadezhda Krupskaja. En svensk översättning gavs ut 1971 på Gidlunds förlag i Stockholm.